# Jackie Cain
Jackie Cain (Milwaukee, 1928. május 22. – Montclair, 2014. szeptember 15.) amerikai dzsesszénekesnő.

## Pályakép
Jackie Cain a wisconsini Milwaukee-ban született. Egy irodabútor-kereskedő lánya volt, aki egy közösségi színházat is vezetett. Szülei válása után édesanyjával lakóházba költöztek. Édesanyja egy fényképésznél vállalt munkát. Jackie Cain a rádióhallgatás és a kórusban való fellépés révén kezdett érdeklődni a zene iránt. Középiskolás korában a cappella kórusban lépett fel, és elkezdett fellépni egy rádióműsorban, továbbá egy milwaukee-i zenebolt által szervezett zenekarral is fellépett.
17 évesen első teljes munkaidős állásba szerződött az énekes Jay Burkhart zenekarában. 1947-ben, 19 éves volt, amikor Bob Anderson, a Burkhart-zenekar egyik tagja mutatta be Roy Kralnak. A pár hamarosan elkezdett együtt fellépni chicagói klubokban, és 1949-ben összeházasodtak. Közel negyven albumot rögzítettek olyan lemezkiadóknak, mint a Columbia Records és a Verve Records.
Jackie Cain otthonában halt meg 2014-ben egy még 2010-ben elszenvedett agyvérzés szövődményei következtében. Douglas Martin, a The New York Times munkatársa Jackie-t és Royt a dzsessztörténet leghíresebb énekes duójának nevezte.

## Lemezek
- Jackie and Roy: Jazz Classics by Charlie Ventura's Band (1948; 2005)
- Jackie Cain and Roy Kral (1955, 1987)
- Sing Baby Sing! (1956)
- The Glory of Love ([[]], 1956)
- Jackie and Roy (1957)
- Bits and Pieces (1957)
- Free and Easy (1957)
- In the Spotlight (1958)
- Sweet and Low Down (1960)
- Double Take (1961)
- Like Sing (1963)
- By Jupiter & Girl Crazy (1964])
- Changes: Jackie & Roy (1966)
- Lovesick (Verve, 1966)
- Grass (1969)
- Time & Love (1972)
- A Wilder Alias (1974)
- Concerts by the Sea (1976)
- Echoes (1976)
- Star Sounds (1979)
- East of Suez (1980)
- Sondheim (1982)
- High Standards (1982)
- We've Got It: The Music of Cy Coleman (1984)
- Bogie (1986)
- One More Rose: A Tribute to Alan Jay Lerner (1987)
- Full Circle (1992)
- An Alec Wilder Collection (1990)
- Forever (1995)
- The Beautiful Sea: Songs of Sun, Sand & Sea (1999)

## Filmek
- Jackie Cain az IMDb-n

## Díjak
- Grammy-díj: 6 jelölés